# 沙托
沙托（法語：Château，法語發音：[ʃato] ⓘ）是法国索恩-卢瓦尔省的一个市镇，属于马孔区。

## 地理
沙托（46°25'38"N, 4°36'6"E）面积14.04 平方千米，位于法国勃艮第-弗朗什-孔泰大區索恩-卢瓦尔省，该省份为法国中部省份，北起顺时针与科多尔省、汝拉省、安省、罗讷省、卢瓦尔省、阿列省和涅夫勒省接壤。
与沙托接壤的市镇（或旧市镇、城区）包括：比菲耶尔、克呂尼、雅洛尼、弗勒冈德河畔拉维讷斯。

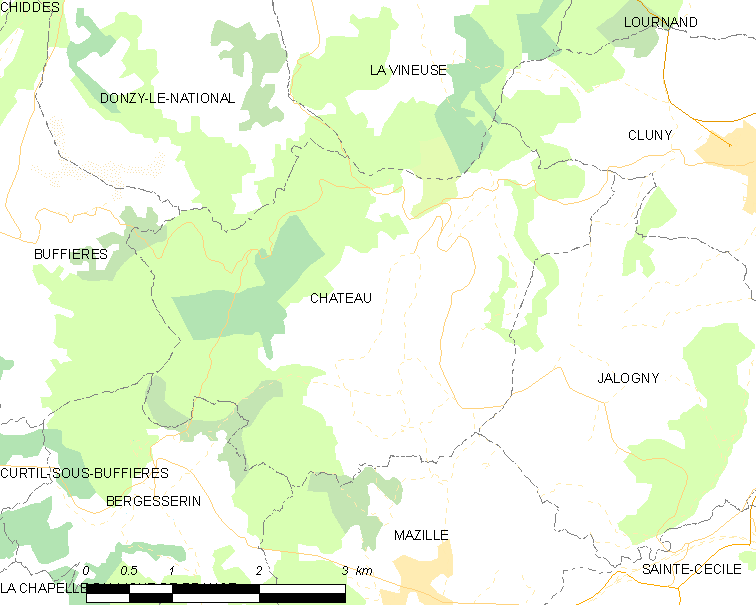
沙托的OSM定位图

沙托的时区为UTC+01:00、UTC+02:00（夏令时）。

## 行政
沙托的邮政编码为71250，INSEE市镇编码为71112。

## 政治
沙托所属的省级选区为克吕尼县。

## 人口

1962-2008年间沙托人口变化图示

沙托于2022年1月1日时的人口数量为232人。